# Gaig verd septentrional
El gaig verd septentrional ( Cyanocorax luxuosus) és un ocell de la família dels còrvids (Corvidae).

## Hàbitat i distribució
Habita la selva pluvial, densa vegetació secundària, bosc mixt i matolls des de Nayarit, Nuevo León i sud de Texas, cap al sud, pel vessant del Pacífic fins l'oest de Guatemala, i al vessant del Golf de Mèxic fins Belize, est de Guatemala i nord-est d'Hondures.

## Taxonomia
Segons la classificació del Congrés Ornitològic Internacional versió 13.1 (2023) les espècies Cyanocorax luxuosus i Cyanocorax yncas (sensu stricto) són dues espècies diferents. Altres però, consideren ambdues, part d'una única espècie:
- Cyanocorax yncas (sensu lato) – gaig verd[3]